# Dan Bárta
Dan Bárta (* 14. prosince 1969 Karlovy Vary) je český zpěvák, textař, fotograf a milovník přírody (vážky). Je známý mimo jiné ze skupin Alice, Die el. Eleffant!?, Sexy Dancers, J.A.R. nebo z jazzového projektu Illustratosphere. V devadesátých letech zpíval také v muzikálech Jesus Christ Superstar a Evita a také se účastnil na projektu kytaristy Jiřího Urbana a basisty Zdeňka Kuba z Arakainu – Project KAIN z roku 1999. Je jedenáctinásobným držitelem ceny Akademie české populární hudby v kategorii Zpěvák roku a Zpěvák čtvrtstoletí, v roce 2006 se umístil třetí v anketě Český slavík. Hrál také v několika filmech. Nejznámější zůstává asi role vodníka ve filmu Kytice režiséra F. A. Brabce z roku 2000.
V roce 2019 absolvoval bakalářské studium aplikované ekologie na Ostravské univerzitě, kde se během studia mimo jiné podílel na vývoji aplikace Lovec vážek.

## Život a dílo
Původně vystudovaný rentgenologický laborant. Rok pracoval jako pomocná síla na operačních sálech v Plzeňské nemocnici. Až poté začal profesionálně muzicírovat.
Se Sexy Dancers natočil album Butcher's On The Road v roce 1998, které bylo jediným albem skupiny, na kterém se podílel i autorsky, a které produkoval Roman Holý.
Se skupinou Illustratosphere natočil již pět studiových alb (Illustratosphere v roce 2000, Entropicture v roce 2003, Animage v roce 2008, Maratonika v roce 2013 a Kráska a zvířený prach v roce 2020) a jedno živé retrospektivní dvojalbum Retropicture Livě v roce 2005.
Objevil se dále na několika dalších projektech, jako jsou soundtracky Snowboarďáci, Rafťáci, Horem pádem, Crushing Bliss. Jako host pak na albech Monkey Business (Save The Robots – 2001, Kiss Me On My Ego – 2005), na albu romské skupiny Gulo čar a albu Coveranto Xaviera Baumaxy.
Koncertuje jak s Illustratosphere, tak s J.A.R. a v neposlední řadě i s jazzovým Robert Balzar Triem (Robert Balzar – basa, Jiří Slavíček – bicí, Stanislav Mácha – piáno).
Amatérsky se zabývá fotografováním vážek. V roce 2008 vystavoval fotografie v Galerii a literární kavárně knihkupectví Academia v Praze (ve Wiehlově domě) a v Brně. Ve stejném roce také vyšla publikace Vážky České republiky na které spolu s Alešem Dolným a Filipem Harabišem spolupracoval asi 8 let. Publikace se stala „Knihou roku 2009 o životním prostředí“.
Některé jeho fotografie vážek byly publikovány v populárně-naučném časopisu Živa. Je po něm pojmenováno šídlo Gynacantha bartai Paulson and von Ellenrieder, 2005.
Dan Bárta se podílel na vzniku přírodovědného cyklu Češi zachraňují, ve kterém účinkoval v roli přírodovědce a průvodce. Na první sérii z roku 2018 navázala série druhá pod názvem Krajina Dana Bárty uvedená Českou televizí v roce 2025.

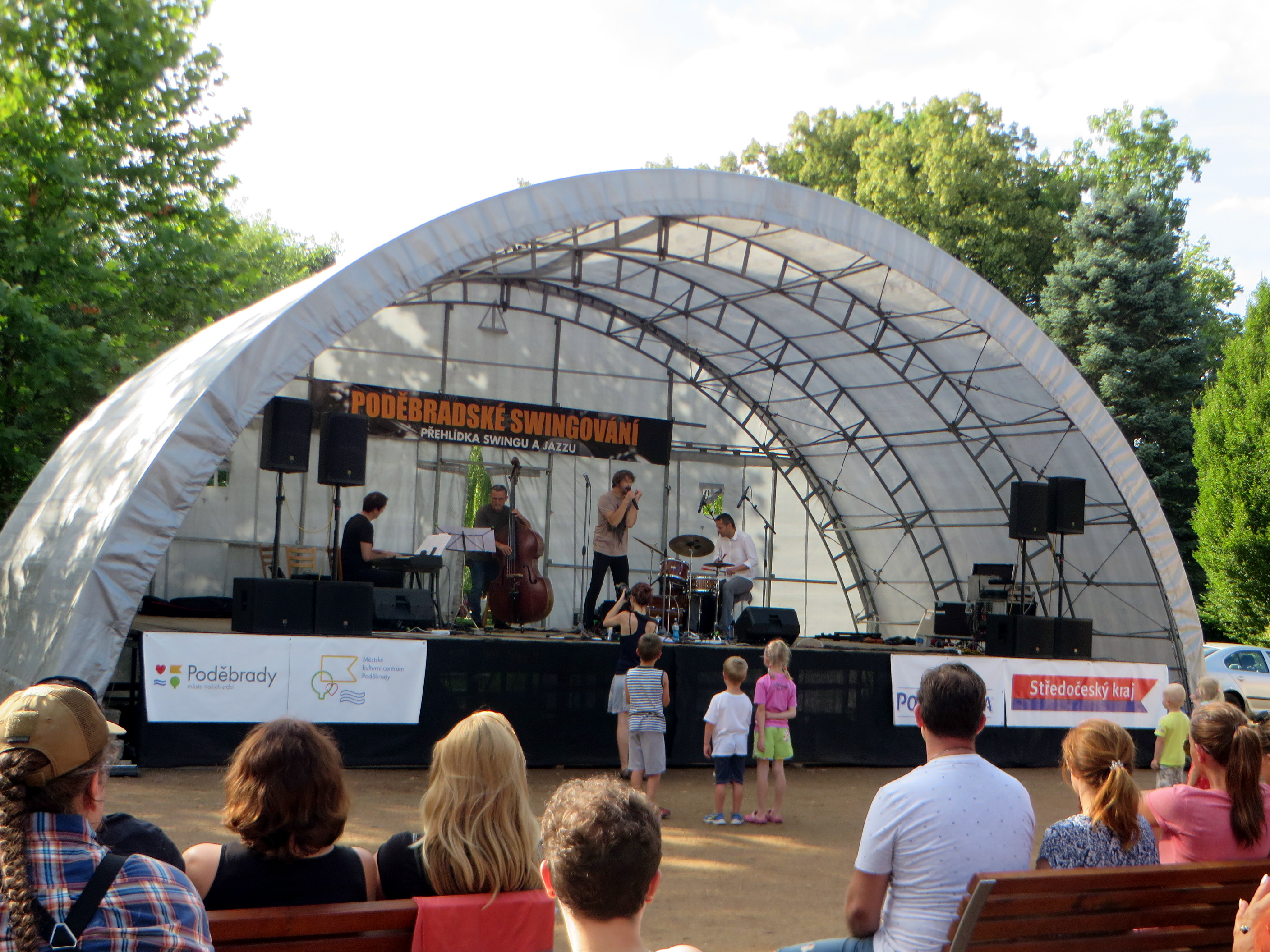
Dan Bárta a Robert Balzar Trio; Poděbradské swingování 2017

Na počátku roku 2014 v reakci na anexi Krymu podepsal výzvu Sobotkově vládě, která požadovala tvrdší postup vůči Rusku a potrestání příslušníků ruské menšiny v Čechách, kteří mají ruské občanství, konkrétně „okamžité zastavení vydávání víz občanům Ruské federace, zrušení možnosti obdržení dvojího občanství pro občany Ruské federace od 1. 1. 2015, zmrazení kont ruských občanů v ČR s cílem prověřit legálnost těchto vkladů, zastavení vstupu ruského byznysu a kapitálu do ČR“.
Dan Bárta je ženatý, v roce 2015 se oženil s tiskovou mluvčí České televize Alžbětou Plívovou. Mají spolu syna Mikuláše (*2017). Z předchozího vztahu se spisovatelkou Kateřinou Procházkovou má dceru Elišku (*2005).
Alžběta Plívová přebásnila do angličtiny „Pramínek vlasů“ („Big Band Twist“) Jiřího Suchého – album I Killed This Song At Karaoke Last Night (26. 11. 2021).

## Diskografie – sólová dráha, skupina Illustratosphere
- 1999 Dan Bárta &…, kompilační album vydané v roce 1999
- 2000 Illustratosphere, vydané v roce 2000
- 2003 Entropicture, vydané v roce 2003
- 2005 Liberec LiveRec, živé album z koncertu v Libereckých Lidových sadech, vydané vlastním nákladem v roce 2005, limitovaná edice
- 2005 Retropicture Livě, živý záznam ze dvou koncertů v paláci Akropolis, dvojalbum vydané v roce 2005
- 2008 Animage
- 2010 Theyories, s Robert Balzar Trio
- 2013 Maratonika
- 2020 Kráska a zvířený prach

## Diskografie – všechna alba, na kterých se podílel
- 1991 Alice, Yeah! (Popron Music)
- 1993 Alice, Ústa hromů (Popron Music)
- 1994 Die el. Eleffant!?, Elephantology!? (Popron Music)
- 1994 Jesus Christ Superstar, muzikál, studiové album (Musical s.r.o.)
- 1995 Alice, Alice (Popron Music)
- 1995 Jesus Christ Superstar, muzikál, živé album (Musical s.r.o.)
- 1997 J.A.R., Mein Kampfunk (Bonton Music)
- 1998 Evita, Muzikál (Musical s.r.o.)
- 1998 Sexy Dancers, Butcher's On The Road (Bonton Music)
- 1999 J.A.R., Homo Fonkianz (Sony Music/Bonton/Columbia)
- 1999 J.A.R., V deseti letí desetiletím – VHS (Sony Music/Bonton)
- 1999 Dan Bárta, Dan Bárta &… (Popron Music)
- 2000 Illustratosphere, Illustratosphere (Sony Music/Columbia)
- 2000 J.A.R., Ťo ti ťo jemixes (Sony Music/Bonton/Columbia)
- 2000 J.A.R., Frtka/Mydli-to! (Sony Music/Bonton/Columbia) – reedice
- 2000 Monkey Business, Save The Robots (Sony Music/Columbia)
- 2002 J.A.R., Nervák (Sony Music/Columbia)
- 2002 Báječná Show, OST (Popron Music)
- 2003 Illustratosphere, Entropicture (Sony Music/Columbia)
- 2004 Snowboarďáci, OST, (Sony BMG/Epic)
- 2004 Horem pádem, OST, (Sony BMG/Epic)
- 2004 Roman Holý, Ondřej Brousek, Crushing Bliss (Sony BMG/Epic)
- 2005 Monkey Business, Kiss Me On My Ego (Sony Music/Columbia)
- (2005 Illustratosphere, Liberec LiveREC bootleg vydaný vlastním nákladem)
- 2005 Illustratosphere, Retropicture (Sony BMG Music/Columbia)
- 2006 J.A.R., Armáda špásu (Sony BMG/Columbia)
- 2006 Gulo Čar, Gipsy Goes To Hollywood (Sony BMG/Columbia)
- 2006 Rafťáci, OST (Sony BMG/Epic)
- 2007 Dan Bárta, Ani náhodou (Universal Music)
- 2007 Tereza Černochová, Small Monstrosities (František Rychtařík)
- 2007 Michal Prokop, Live 60 (Sony BMG)
- 2008 Illustratosphere, Animage (Taita Publishers/Columbia)
- 2009 3 sezóny v pekle, OST
- 2009 Monkey Business, Twilight of Jesters? (Devil Inside-Music Production)
- 2009 J.A.R., DVD & CD (1989–2009) (Sony BMG/Columbia)
- 2010 Xavier Baumaxa a Hněddé Smyčce, Coveranto
- 2011 J.A.R., Dlouhohrající děcka (Sony Music Entertainment)
- 2011 Dara Rolins, Stereo (EMI Czech Republic)
- 2012 Oto Klempíř & Oskar Rózsa, Špička (EMI/Monitor/Virgin)
- 2013 Illustratosphere, Maratonika (Supraphon)
- 2015 Různí, Planety (EMI Czech Republic)
- 2017 J.A.R., Eskalace dobra (WM Czech Republic)
- 2021 Dan Bárta a Gustav Brom Czech Radio Bigbang: I Killed This Song At Karaoke Last Night
- 2023 J.A.R., Jesus Kristus Neexistus? (WM Czech Republic)